# Melaleuca wilsonii
Melaleuca wilsonii är en myrtenväxtart som beskrevs av Ferdinand von Mueller. Melaleuca wilsonii ingår i släktet Melaleuca och familjen myrtenväxter. Inga underarter finns listade i Catalogue of Life.

## Bildgalleri

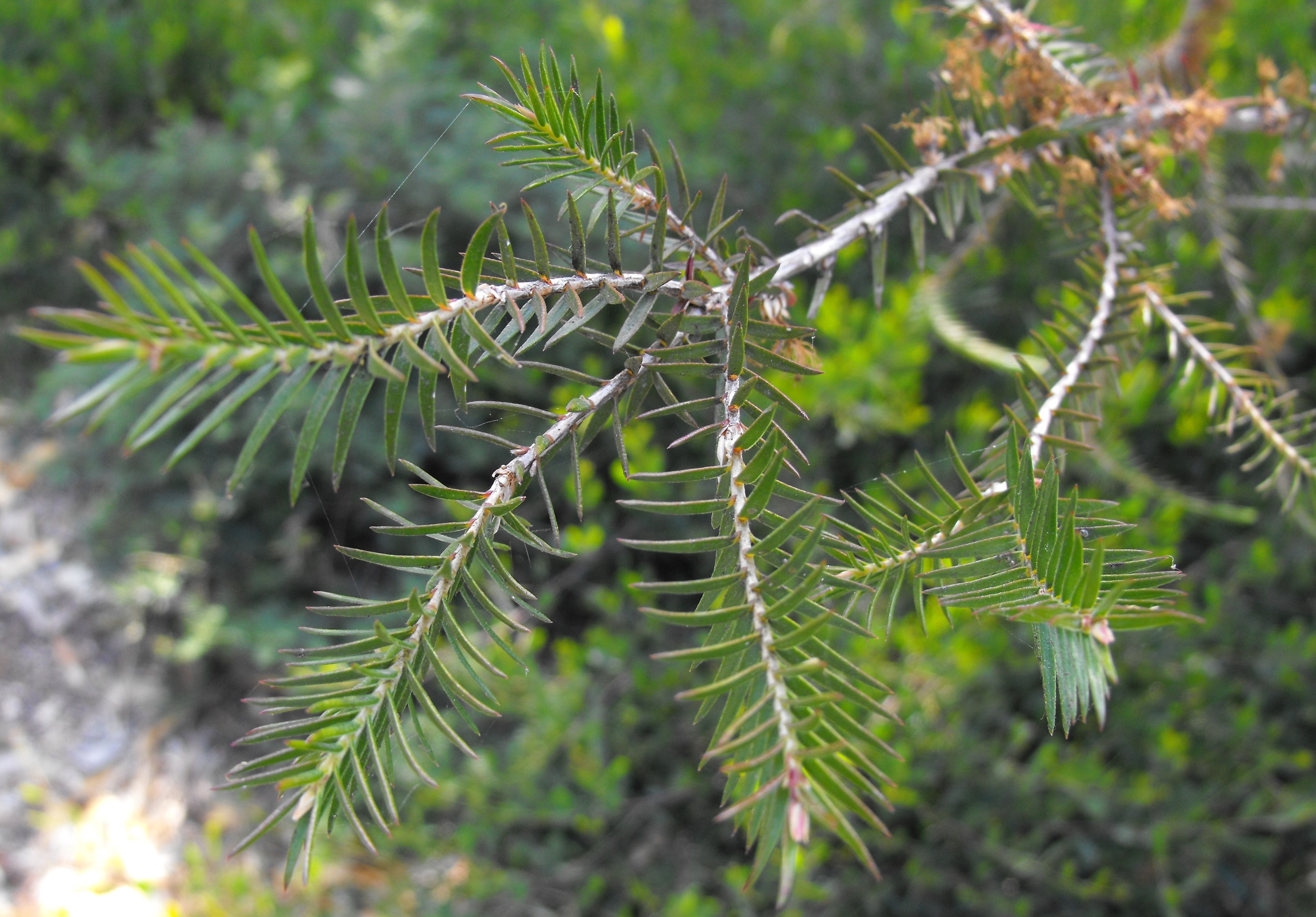
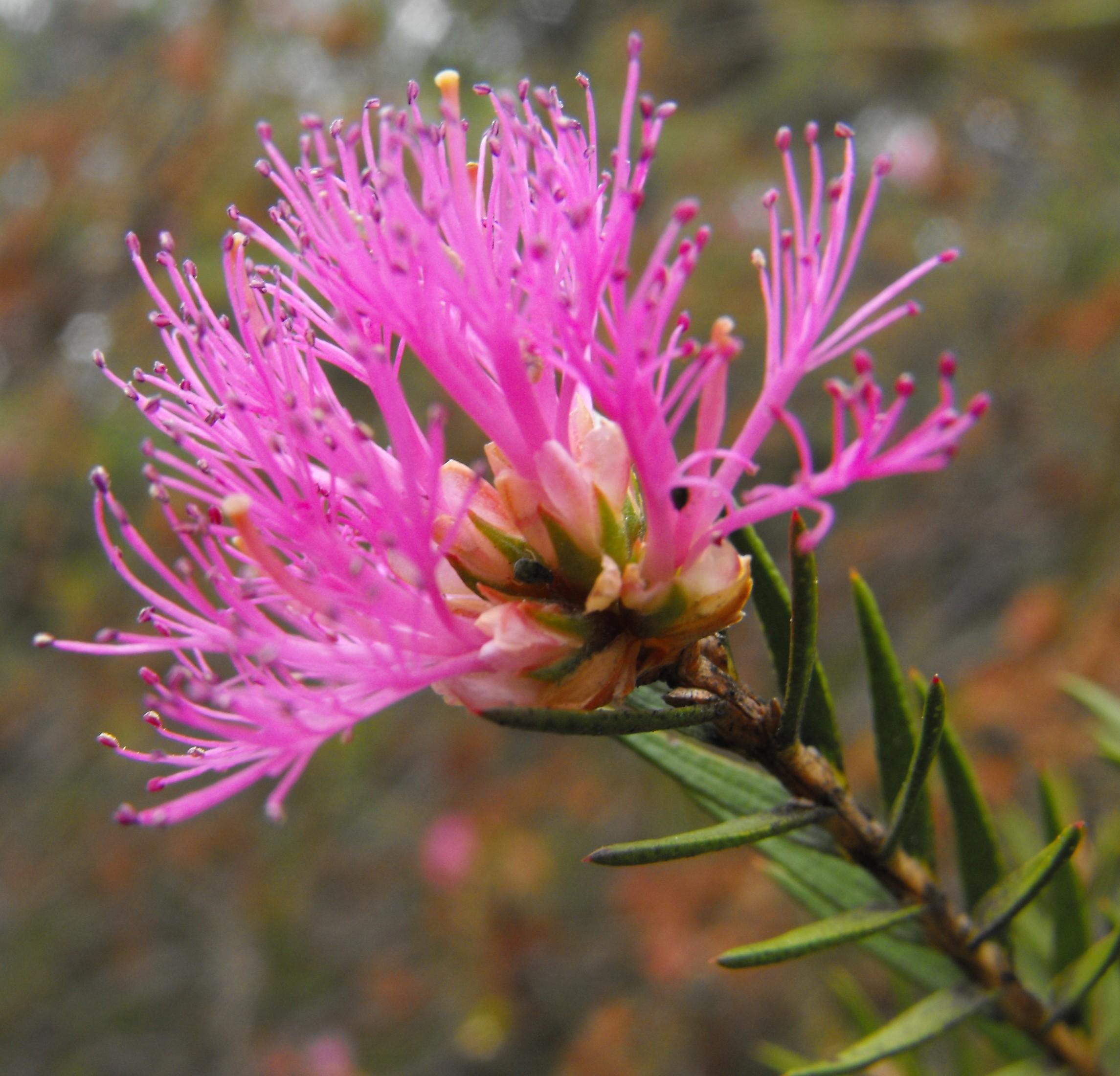